# Vom Erhabenen

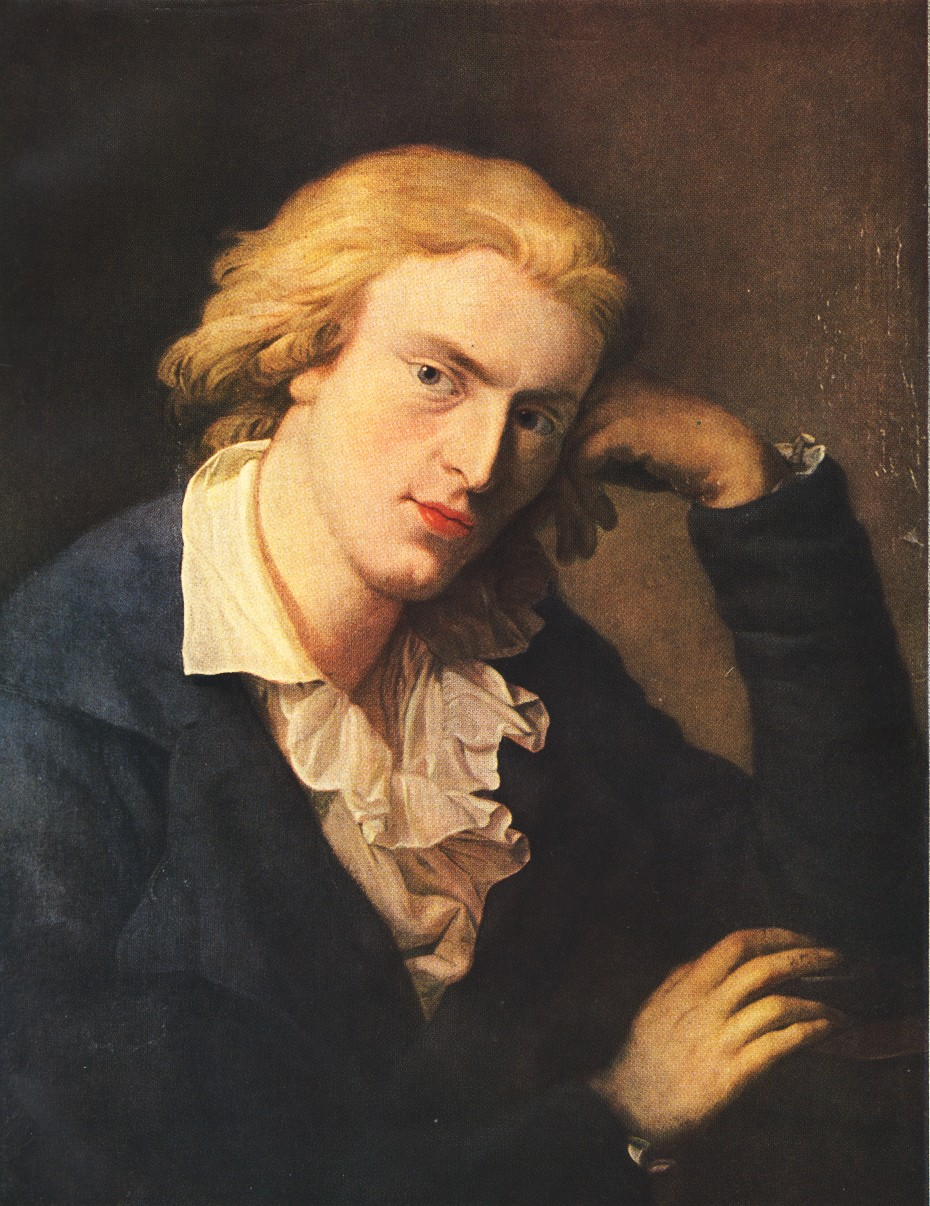
Friedrich Schiller Gemälde von Anton Graff

Vom Erhabenen (Zur weitern Ausführung einiger Kantischen Ideen) ist der Titel einer theoretischen Abhandlung von Friedrich Schiller, die im September 1793 in der Zeitschrift Neue Thalia erschien. 
Mit der Schrift griff er auf seine ästhetischen Vorlesungen aus dem Wintersemester 1792/93 zurück und paraphrasierte zentrale Aussagen der Kritik der Urteilskraft von Immanuel Kant. Für seine Sammlung Kleinere prosaische Schriften von 1801 verzichtete er auf den ersten Teil des Textes und veröffentlichte nur den zweiten Teil unter dem Titel Über das Pathetische. Mit dem dort ebenfalls publizierten, zwischen 1793 und 1796 entstandenen Text Über das Erhabene schloss er an Aussagen der vorhergehenden Texte an, distanzierte sich an einigen Stellen aber deutlicher von Kant.
Die Doppelformel vom Pathetischerhabenen zeigt, wie Schiller die tragische Wirkung verstand: Das Leiden des Helden war für ihn die Probe sittlicher Freiheit, die in einer erhabenen Gesinnung zum Ausdruck kommt.

## Inhalt und Aufbau
Der Text ist in zwei Abschnitte untergliedert. Im ersten Teil definiert Schiller das Erhabene, unterteilt es in die zwei Klassen des Theoretischen und Praktischen und erklärt seinen Wirkungsmechanismus, während sich der zweite Teil mit dem Praktisch-Erhabenen befasst, das er seinerseits untergliedert – das Kontemplativ-Erhabene unterscheidet er vom Pathetisch-Erhabenen.
Gleich zu Beginn erläutert er den zweitaktigen Wirkungsmechanismus: „Erhaben nennen wir ein Objekt, bei dessen Vorstellung unsre sinnliche Natur ihre Schranken, unsre vernünftige aber ihre Überlegenheit, ihre Freiheit von Schranken fühlt.“
Formelhaft wiederholt er das Wechselspiel physischer Abhängigkeit und moralischer Unabhängigkeit, auf dem der Mechanismus des Pathetisch-Erhabenen beruht, wie er später ausführt. 
Während sich mit der theoretischen Spielart Vorstellungen der Unendlichkeit verbinden, sind es bei der praktischen solche der Schmerzen, des Schreckens und des Furchtbaren, die der Existenz widersprechen und mit dem Gefühl der Gefahr verbunden sind: „Ein Beispiel des ersten ist der Ozean in Ruhe, der Ozean im Sturm ein Beispiel des zweiten.“„Das Theoretisch-Erhabene widerspricht dem Vorstellungstrieb, das Praktisch-Erhabene dem Erhaltungstrieb.“
Nach diesen Unterscheidungen wendet er sich im zweiten Teil den unterschiedlichen Gegenständen zu und postuliert drei Voraussetzungen, ohne die eine erhabene Wirkung nicht möglich sei:
Die Vorstellung eines Naturgegenstandes als Macht; die „Beziehung dieser Macht auf unser physisches Widerstehungsvermögen“ und schließlich die „Beziehung … auf unsre moralische Person.“
Das Kontemplativ-Erhabene bezieht sich auf die Bereiche, „welche uns weiter nichts als eine Macht der Natur zeigen, die der unsrigen weit überlegen ist, im übrigen aber es uns selbst anheimstellen“, darauf zu reagieren.
Diese Klasse kann „kontemplativ“ genannt werden, weil sich die Katastrophen nur in der Einbildungskraft des Betrachters abspielen.

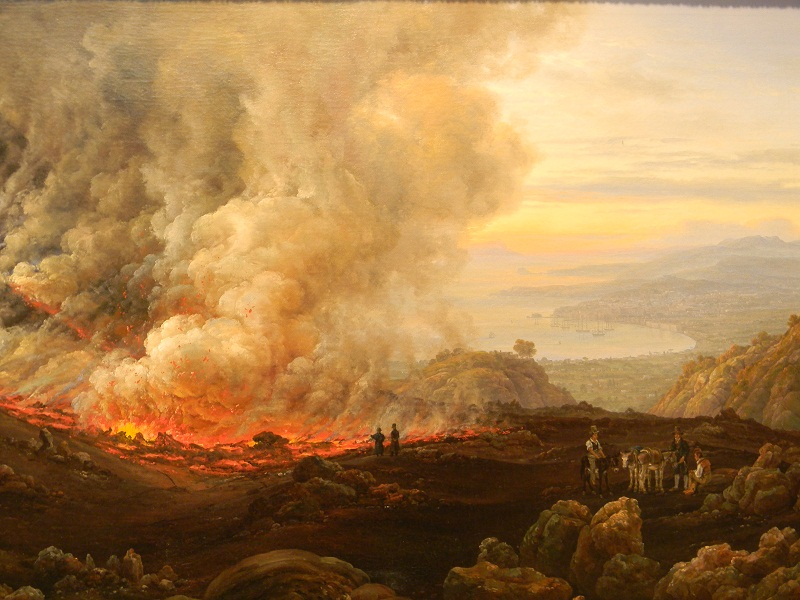
Eruption des Vesuv

Die Natur hält ein unüberschaubares Arsenal überwältigender Mächte bereit: „Ein Abgrund, der sich zu unsren Füßen auftut, ein Gewitter, ein brennender Vulkan, eine Felsenmasse, die über uns herabhängt, als wenn sie eben niederstürzen wollte, ein Sturm auf dem Meere … reißende oder giftige Tiere, eine Überschwemmung …“ Sie verwandeln sich dann in „furchtbare Gegenstände“, wenn die Einbildungskraft sie „auf den Erhaltungstrieb bezieht“, während sie erhaben werden, „sobald die Vernunft sie auf ihre höchsten Gesetze anwendet.“
Beim Pathetisch-Erhabenen verbleibt die Macht nicht mehr in der allgemein-ästhetischen Sphäre, sondern wandelt sich zu einer objektiven, „den Menschen verderbliche(n) Macht“, einer Kraft, die sich nicht nur zeigt, sondern feindlich äußert und zerstört.
Dieses wirkliche Leiden gestattet dem Zuschauer keine vornehme Distanz mehr, hebt sie doch die „Freiheit des Geistes“ auf und zieht ihn mit der rhetorischen Kraft des Dichters auf die Bühne des Leidens der Menschheit.
Schließlich fasst Schiller die zwei zentralen Erfordernisse des Pathetisch-Erhabenen zusammen: Die Vorstellung des Leidens, das Mitleid erregt auf der einen, „die Vorstellung des Widerstands“ als Ausdruck der Freiheit auf der anderen Seite. Die erste Bedingung macht den Gegenstand pathetisch, durch die zweite „wird das Pathetische zugleich erhaben.“

## Hintergrund

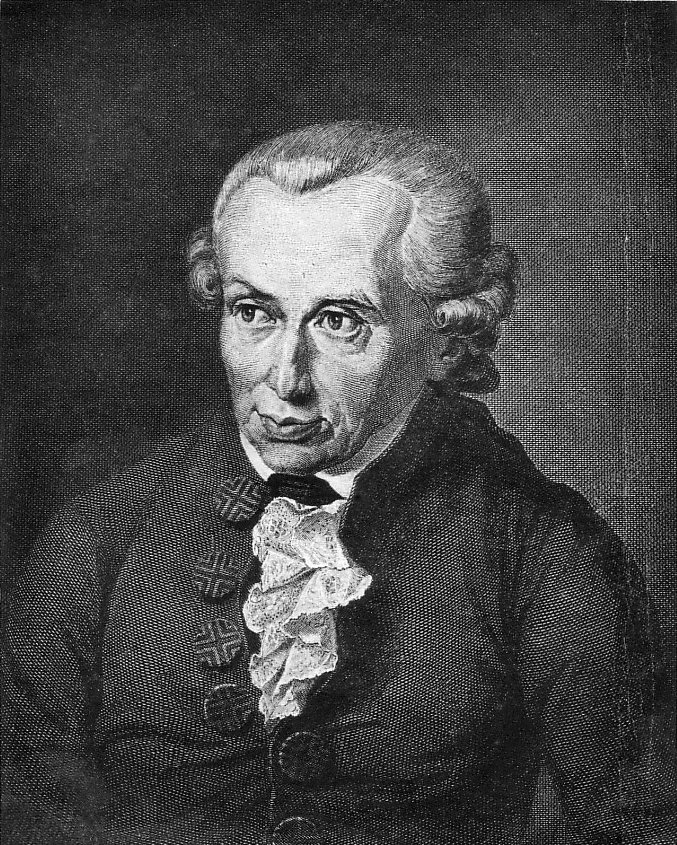
Immanuel Kant.Radierung von Johann Leonhard Raab

Schiller ist in dieser frühen Schrift deutlich als Schüler Kants zu erkennen, während er etwas später auch eigenständige Theoreme entwickelt, sich schrittweise distanziert, ja zu polemischen Angriffen übergeht. 
Als Dramentheoretiker kann er dankbar aus dem kantischen Fundus schöpfen. Dabei stellt er die Freiheit negativ und indirekt dar, wodurch das Leiden selbst nur Mittel für den höheren Zweck ist, die moralische Freiheit zu zeigen, während er die bloße Präsentation der Passion als gemein einstuft.
Für Kant war der Bestimmungsgrund des Erhabenen (wie des Schönen) subjektiv, bezog sich somit auf das Gemüt und nicht auf einen bestimmten Gegenstand selbst. Die Vorstellung sinnlicher Ohnmacht gegenüber der mächtigen, furchterregenden Natur zeigte ihm, dass eine überlegene Kraft vorhanden sein musste – die Vernunft. Die Erhabenheit war ihm das Selbstgefühl der Vernunft, dem menschlichen Vermögen, dem gegenüber die Natur geradezu „klein“ und „verschwindend“ erschien. Erhabenheit war somit nicht die Eigenschaft kolossaler Naturphänomene, sondern ein Prädikat der Vernunft, die das Gemüt „sich fühlbar machen kann.“
Während der Text Vom Erhabenen Kant überwiegend paraphrasierte, ließ Schiller etwas später unter dem ähnlich klingenden Titel Über das Erhabene bereits eine Aufklärungskritik  erkennen, indem er philosophische Postulate gegen die Empirie, Vernunft gegen Natur ausspielte und der moralischen Welt die reale entgegensetzte.